# Boronia inconspicua
Boronia inconspicua är en vinruteväxtart som beskrevs av George Bentham. Boronia inconspicua ingår i släktet Boronia och familjen vinruteväxter. Inga underarter finns listade i Catalogue of Life.